# Luis González Bravo
Luis González Bravo (ur. 8 sierpnia 1811 w Kadyksie, zm. 1 września 1871 w Biarritz) – hiszpański polityk, dwukrotny premier (1843-1844 i 1868).
Początkowo pracował jako dziennikarz, w pierwszym okresie działalności politycznej miał poglądy radykalnie liberalne, a pod koniec życia skrajnie konserwatywne. W 1840 brał udział w przewrocie przeciw regentce Marii Krystynie, później występował przeciw regentowi Espartero, 1843-1844 stał na czele rządu umiarkowanych liberałów, rządził w sposób autorytarny. W latach 1864–1865  i 1866-1868 sprawował urząd ministra spraw wewnętrznych, podczas pełnienia tej funkcji w 1865 kierował brutalnym tłumieniem protestu studenckiego. W 1868 ponownie był premierem, sprawował dyktatorską władzę i prześladował liberałów, jednak gdy we wrześniu 1868 doszło do rewolucji i detronizacji Izabeli II, porzucił stanowisko i uciekł do Francji, gdzie związał się z karlistami.